# Lille Restrup
Lille Restrup er en hovedgård ved Aalestrup i Hvam Sogn i det tidligere Rinds Herred, Viborg Amt, Aalestrup Kommune, nu i Vesthimmerlands Kommune, Region Nordjylland. 
Navnet Lille Restrup eller Lille Restrup Hovedgaard dukker først op i 1800-tallet, og i alle tidligere omtaler benævnes gården Restrup Hovedgaard eller blot Restrup.

## Den tidlige Restrup Hovedgaard
Restrup Hovedgårds tidlige historie er dunkel. Gården omtales flere gange i løbet af 1400-tallet, men betegnelsen dækker formentlig over et område bestående af flere gårde. Det er derfor ikke muligt at fastlægge gårdens tidligste ejerforhold. I 1459 omtales dog en væbner Niels Pedersen, der benævnes af Restrup. Sidst i 1400-tallet forbindes også Skadeland-slægten med gården.
I perioden 1508-11 opkøbte landsdommer og rigsråd Niels Clementsen flere gårde i området, hvoraf den ene med sikkerhed vides at være Restrup, som Marine Nielsdatter og hendes søn Niels Skadeland skødede til landsdommeren i 1508.
Efter tvistigheder med Kronen beslaglagde den danske konge Christian 2 Restrup i 1518. Samme år døde Niels Clementsen. Restrups tid som krongods blev dog kort. Niels Clementsens enke besad atter gården i 1520. Niels Clementsens datter og hendes mand Christen Harbou arvede Restrup. Deres ligsten er indmuret i koret i Hvam Kirke. Gården var i slægten Harbous besiddelse til efter år 1600.
På grund af økonomiske vanskeligheder i begyndelsen af 1600-tallet pantsatte Harbou-slægten Restrup Hovedgaard med tilhørende bøndergårde til flere sider, og først i 1646 blev den for en længere periode samlet under rigsråd Mogens Kaas (Sparre), som besad flere gårde i omegnen.
Restrup Hovedgaard var omkring år 1600 en mindre adelig gård, der allerede tidligt havde fået adelsprivilegier og således var fritaget for almindelige skatter, men skulle svare ekstraordinære skatter i krigstid. For sådanne mindre adelige gårde fik adelsprivilegierne store økonomiske konsekvenser, især i sidste halvdel af 1600-tallet, hvor danskerne førte talrige krige, bl.a. mod svenskerne.
Mogens Kaas’ søn opnåede ikke at føre gården igennem de vanskelige tider, og Restrup blev atter pantsat til flere sider. De følgende år forfaldt gården langsomt; enkelte bygninger blev solgt, andre jævnet med jorden. I 1691 kunne end ikke adelsprivilegierne opretholdes.

## Testrup-slægten
I 1737 blev Restrup Hovedgaard med bøndergårde opkøbt i fællesskab af Morten Kirketerp og herredsfoged Christen Sørensen Testrup. Sidstnævnte blev kort efter eneejer og var den første ikke-adelige ejer af Restrup. Den forsømte gård gennemgik under ham og i de følgende ti år gennemgribende forandringer.
En ny hovedbygning, bestående af en hovedfløj mod nord og to mindre sidefløje, blev opført i 1738. Bygningen, som blev indrettet til beboelse, blev opført af grundmur og havde tegltag. Ud over hovedbygningen blev en firelænget avlsbygning med stråtag opført i 1748. Ind mod gårdspladsen var anlægget opført i bindingsværk, mens de øvrige mure var af kampesten. Tilbage fra Christen Sørensen Testrup findes stadig den nordlige del af den vestlige staldbygning, lindealleen i parken og stendiget på vej mod Himmerlandsstien.
Christen Sørensen Testrup ligger begravet ved Testrup Kirke. Efter 90 år i Testrup-slægtens eje blev Lille Restrup Hovedgård i 1827 solgt på auktion, og de følgende år skiftede gården hyppigt ejere.

## Den nuværende Lille Restrup Hovedgård
I 1867 blev Lille Restrup solgt til Johan Henrik Ahnfeldt Kjeldsen (1840–1927), som tre år senere rev den gamle hovedbygning fra 1738 ned og lod opføre en ny – den nuværende. Den blev anlagt, hvor den gamle havde ligget og bestod ligesom den forrige af en hovedfløj og to mindre sidefløje. Den nye bygning var dog markant anderledes. Bygningen var opført i kløvede kampesten og præget af en gennemført symmetri med den store kvist som centrum.
J.H.A. Kjeldsens efterkommere førte gården videre indtil 1948, hvor den blev solgt til forlagsdirektør Ejner Winther. I 1950 brændte de gamle avlsbygninger fra midten af 1700-tallet, og de nuværende avlsbygninger blev opført kort efter. Familien ejer stadig gården, og den drives nu ikke med landbrug, men fungerer som ramme om fester, primært større bryllupper.

## Galleri
- Forrige hovedbygning 1738-1867
- Hovedbygning ca. 1900-1930
- Ca. 1930, bemærk Ford T
- Hovedbygningen omkring 1940
- Luftfoto før branden i 1950
- Lille Restrup set fra øst 2008